# Isabel da Costa Ferreira
Isabel da Costa Ferreira, também Isabel Ruak Ferreira (Same, Timor Português, 15 de abril de 1974 – Díli, Timor-Leste 18 de junho de 2023) foi uma política timorense. Era a esposa do ex-presidente de Timor-Leste, Taur Matan Ruak, jurista de formação, activitista dos Direitos Humanos e política. Assim como seu marido, ela foi membro do Partidu Libertasaun Popular (PLP).

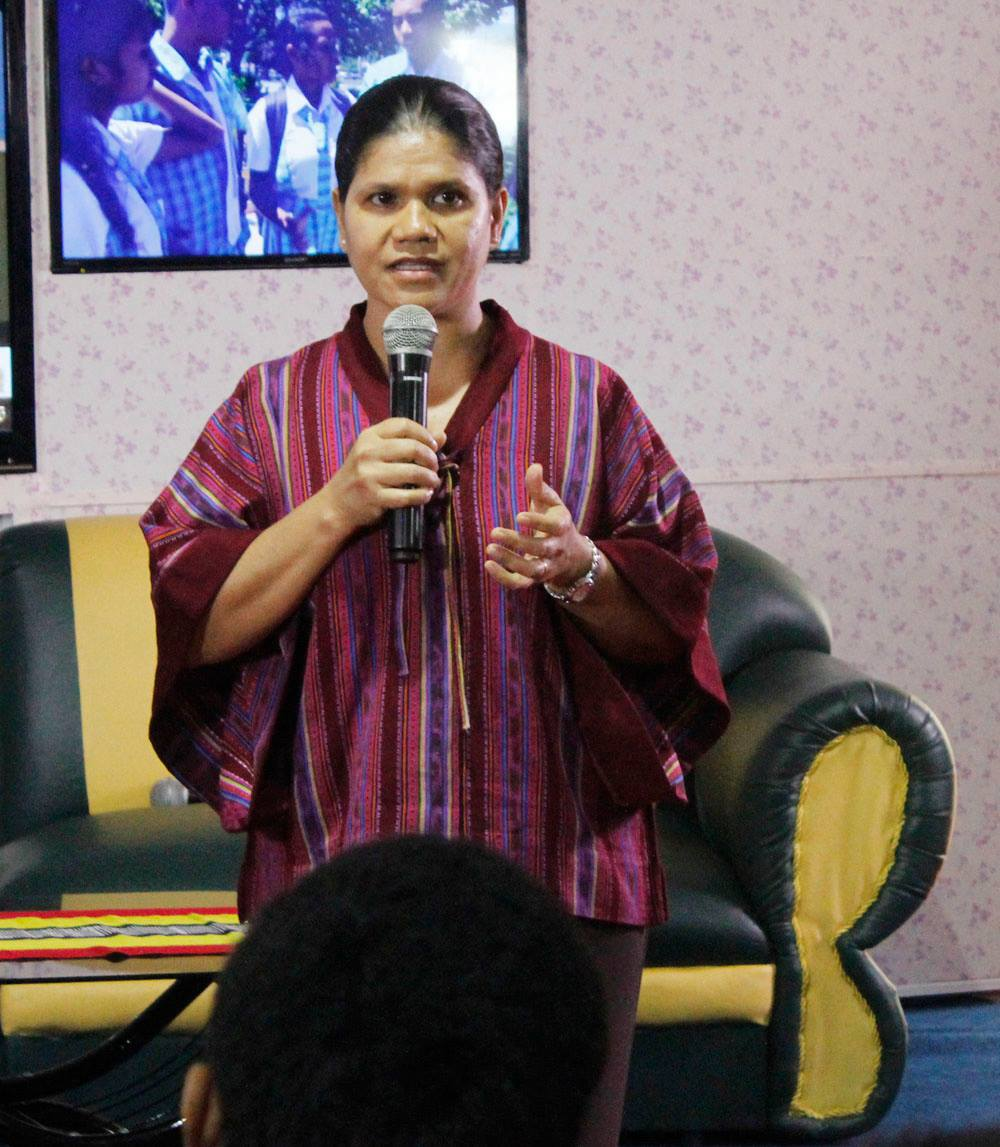
Isabel da Costa Ferreira (2016)

## Biografia
Isabel da Costa Ferreira era filha de Mateus Ferreira e Ana Flora de Jesus Ferreira, tendo nascido em Same, distrito de Manufahi. Era a segunda mais nova de treze irmãos.
Iniciou a escola primária em 1980 e terminou o liceu (SMA I) em 1993. Em 1998 terminou a licenciatura em Direito pela Universidade Nacional de Denpasar, Bali, Indonésia.
Isabel da Costa Ferreira iniciou a sua carreira profissional sempre muito ligada às questões dos direitos humanos e na denúncia activa das violações cometidas durante o período de ocupação militar indonésia. Por essa razão, em 1998 e 1999, assumiu as funções de Coordenadora Geral da ONG Kontras Timor-Timur e Directora da Comissão Direitos Humanos Timor-Loro Sa’e (CDHTL), em 1999-2001.
Em 2001, foi eleita Membro da Assembleia Constituinte, pelas listas da UDT, para se dedicar, muito em particular, à redacção dos artigos da Constituição de Timor-Leste, referentes a Direitos Humanos.
Na fase da Administração Transitória das Nações Unidas, foi Consultora para os Direitos Humanos no II Governo de Transição de Timor Leste. Após a Restauração da Independência, Isabel Ferreira foi responsável por diversos cargos de cariz humanitário, direitos humanos e políticos, nomeadamente, Vice-presidente da Cruz Vermelha Timor-Leste (CVTL), de 2002 a 2005, Assessora Direitos Humanos para Primeiro-Ministro de 2001 a 2006, Vice-Ministra da Justiça, em 2006 e Membro da Comissão Verdade e Amizade (CVA) de 2005 a 2008.
Após a finalização dos trabalhos da CVA, Isabel Ferreira foi responsável por várias áreas dentro do aparelho de Estado, nomeadamente, Presidente de Secretariado de Apoio a Comissão Promoção da Polícia Nacional de Timor-Leste PNTL, de 2009 a 2010, Presidente da Comissão de Acompanhamento do Processo de Promoções na PNTL, de 2009 a 2010, Comissária da Comissão Função Pública, de 2011 a 2014, Assessora Jurídica do Secretário de Estado da Segurança, de 2009 a 2015; Primeira-Dama de Timor-Leste, entre 20 de Maio de 2012 e 20 de Maio de 2017; Assessora Jurídica do Ministro de Interior de Fevereiro de 2015 a Junho de 2015; Conselheira do Ministro da Educação e Advogada da Criança, de Setembro de 2015 até 2023.

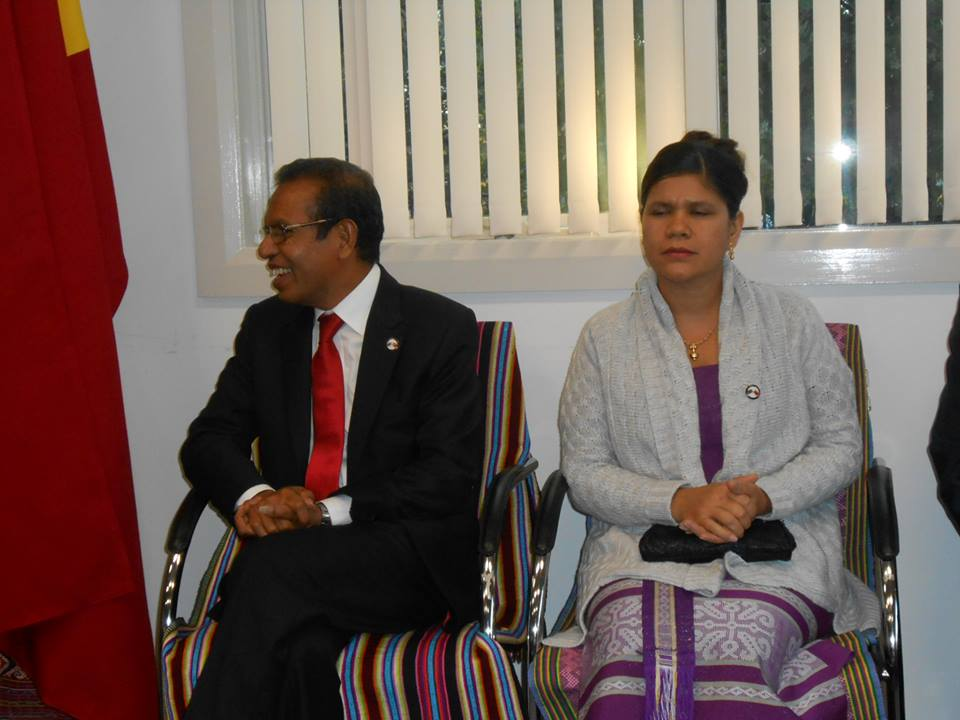
Isabel da Costa Ferreira e Taur Matan Ruak

Isabel Ferreira acumulou ainda experiência organizativa e institucional diversificada, tendo assumido os seguintes cargos: Coordenadora do Grupo de Trabalho para elaboração da Lei referente ao Provedor de Direitos Humanos e Justiça e das actividades relativas ao seu estabelecimento (2001-2005); Coordenadora do Grupo de Trabalho para Plano de Acção Nacional dos Direitos Humanos, (2003-2006); Membro do Grupo de Trabalho para elaboração da lei dos Antigos Combatentes (2004-2005); Membro do Grupo de Trabalho para o estabelecimento da Comissão das Pessoas Desaparecidas (2005); Membro do Grupo Permanente do Governo e Igreja (2005); Membro da Comissão Nacional dos Direitos da Crianças, (2005-2006); Membro da Conselho Superior do Ministério Público, (2006-2011); Coordenadora da Comissão Instaladora da Gestão da Fronteira, (2009-2010); Coordenadora da Comissão de Negociação do Acordo Suplementar da PNTL (2009-2010); Membro da Comité de Reforma na Sector Segurança, (2009- 2010).
Convidada a participar como oradora principal em vários Seminários e Conferências Internacionais, na Austrália, China, Coreia, Fiji, Indonésia, Malásia, Portugal e Timor-Leste, nomeadamente, Conferência do Conselho Nacional da Resistência Timorense, sobre a violação Direitos Humanos em Timor-Leste, realizada em Melbourne/Austrália (Abril /1999); Participação no âmbito dos trabalhos da Comissão dos Direitos Humanos, em Genebra /Suíça (Abril 1999), a intervenção centrou-se nas violações dos Direitos Humanos sob a ocupação da Indonésia; Conferência do Conselho Nacional da Resistência Timorense, sobre a situação pós Referendo, em Darwin/ Austrália (Outubro 1999); Conferência Internacional sobre Pessoas Desaparecidas, em Jakarta/Indonésia (2001), a intervenção centrou-se sobre esta questão e também sobre a situação dos Direitos Humanos em Timor-Leste; Convidada para a Conferência Internacional no Instituto do Federalismo, na Suíça, a intervenção centrou-se no “Papel das Nações Unidas e das Agências num país pós-conflito” (Agosto 2002) e Conferência Internacional sobre Gestão Fronteira na Tailândia, (2010).
Isabel da Costa Ferreira foi casada com o antigo Presidente da República Democrática de Timor-Leste, Major-General Taur Matan Ruak desde Maio de 2001 e tinha duas filhas, Lola e Tamarisa, e um filho, Quesadhip.
Isabel Ferreira falava três línguas, Tétum, Português e Malaio-indonésio.

### Morte
Isabel morreu a 18 de julho de 2023, no Hospital Nacional Guido Valadares, em Díli, Timor-Leste, vítima de um cancro.